# تاه وارن (بركنل فورست)
تاه وارن، بركنل فورست (باركشير) (بالإنجليزية: The Warren, Bracknell Forest)‏ هي قرية تقع في المملكة المتحدة في جنوب شرق إنجلترا.